# Cascade Pass
Der Cascade Pass (auch bekannt als Skagit Pass) ist ein 1643 m hoher Pass, der bei Marblemount (Washington) über die nördliche Kaskadenkette führt. Der Pass liegt im North Cascades National Park.
Er bietet die schnellste Verbindung zwischen dem Cascade River und dem Lake Chelan und wird nur von Wanderwegen überquert. Er ist von Westen, von der Cascade River Road, über einen ca. 5,6 km langen Wanderweg zu erreichen. Der Pfad führt im Osten weiter nach Stehekin (Washington).
Der höchste Punkt des Weges befindet sich an der Baumgrenze und ermöglicht eine weite Rundumsicht. Er ist zudem ein Treff- und Startpunkt für Bergsteiger. Richtung Norden führt ein sanfter Grat auf den Gipfel des Sahale Mountain sowie zu den Wiesen des Boston Basin und den Gipfeln dahinter. Richtung Süden führt ein anderer Grat zu Mixup Peak, Magic Mountain und zu Cache Col und macht damit den Cascade Pass zum Einstieg in die Ptarmigan Traverse, die bis zum Dome Peak führt.
Der Pass war ursprünglich eine Handelsroute der Indianer zwischen der Küste und dem Landesinneren. Zu den ersten weißen Männern, die den Cascade Pass erkundet und kartographiert haben, gehört der New Yorker Reporter Frank Wilkeson. Der Entdecker Alexander Ross hat die Kaskadenkette wahrscheinlich schon 1814 mithilfe des Cascade Pass überquert. Seine Schriftstücke sind jedoch zu ungenau, um die Route genau bestimmen zu können.